# Floerkea
Floerkea je monotipski biljni rod iz porodice Limnanthaceae, dio reda kupusolike. Jedina vrsta F. proserpinacoides, raširena je po Sjevernoj Americi (južna Kanada i SAD).
Voli vlažna staništa, kao poplavljena područja i sjenovite šume.

## Vanjske poveznice
- Flora of North America